# 贖世主會站
贖世主會站（又名阿思娜站（Aseana station））位在馬尼拉大都會帕拉尼亞克，屬於馬尼拉輕軌1號線的車站，於2024年11月16日正式啟用。該車站處於罗哈斯大道和布拉德科大道（Bradco Avenue）路口，得名於位在巴克拉兰教堂（又名贖世主會教堂，Redemptorist Church）附近。乘客可從本站轉乘其他交通工具至阿亞拉馬尼拉灣購物中心。

## 周邊設施
穿越罗哈斯大道可到達墨拉蘭海濱市場（Seaside Market Baclaran）、巴克拉兰教堂，車站附近擁有阿思娜城、馬尼拉新濠天地、菲律賓外交部、菲律賓娛樂及博彩公司、諾德安達馬尼拉國際學校、帕卡爾購物中心（PARQAL Mall）和聖若望保祿二世教堂（St. John Paul II Chapel）等設施。

## 車站結構
| 2樓  | 側式月台，車門由右側開啟 | 側式月台，車門由右側開啟                               |
| 2樓  | A月台                    | ← 1號線 小費爾南多·波因方向                            |
| 2樓  | B月台                    | → 1號線 桑托斯博士方向 →                               |
| 2樓  | 側式月台，車門由右側開啟 |                                                        |
| 1樓  | 車站大廳                 | 驗票閘門、售票亭、車站控制、樓梯、電梯、化妝室及哺乳室 |
| 地面 | 街區                     |                                                        |